# روبرت أنطوني سالفاتوري
ر. أ. سالفاتوري (بالإنجليزية: R. A. Salvatore)‏ (20 يناير 1959، ليومنستر في الولايات المتحدة)؛كاتب وروائي أمريكي.

## روابط خارجية
- ر. أ. سالفاتوري على موقع IMDb (الإنجليزية)
- ر. أ. سالفاتوري على موقع إن إن دي بي (الإنجليزية)